# Frankenweenie (film, 2012)
Cet article concerne le remake de 2012. Pour le film original de 1984, voir Frankenweenie (film, 1984).
Pour plus de détails, voir Fiche technique et Distribution.
Frankenweenie est le 124e long-métrage d'animation des studios Disney. Réalisé par Tim Burton et sorti en 2012, il s'agit de l'adaptation du court métrage du même nom, également réalisé par Tim Burton, sorti en 1984. Contrairement à ce dernier, le film a été réalisé en stop-motion, technique déjà utilisée pour L'Étrange Noël de monsieur Jack et Les Noces funèbres, et tourné en noir et blanc avec un Canon EOS 5D Mark II (appareil photo numérique). Il a ensuite été converti en 3D stéréoscopique en postproduction.
Victor Frankenstein est un jeune garçon solitaire qui vit avec sa famille et son chien Sparky. Introverti à l'école, Victor n'a que peu d'amis et, pour mieux être avec les autres, se fait inscrire à un tournoi de baseball. Mais, pendant le match en allant chercher la balle, Sparky meurt écrasé par une voiture. Victor est totalement désespéré. Néanmoins il retrouve espoir en classe, lorsque M. Rzykruski, son professeur de sciences apprend à ses élèves que même mort, un animal réagit au contact de l'électricité et leur demande de réaliser une expérience sur ce sujet. Le soir même, Victor part déterrer son chien, et lui redonne vie grâce à l'électricité. Il ne se doute alors pas des ennuis qui vont arriver.

## Synopsis
En 1957, Victor Frankenstein, un jeune scientifique et cinéaste amateur, vit avec ses parents et son chien bien-aimé, Sparky, dans la ville tranquille de la New Hollande. Son intelligence est reconnue par ses camarades de classe à l'école, qui comprennent sa sombre voisine d'à côté, Elsa Van Helsing, l'espiègle Edgar "E" Gore, l'obèse et crédule Bob, le trop confiant Toshiaki, l'effrayant Nassor et une fille excentrique surnommée « la fillette étrange », mais le père se préoccupe de l'isolement de Victor et l’encourage à jouer au baseball. Lorsque Victor frappe un coup de circuit lors de son premier match, Sparky poursuit la balle et est frappé et tué par une voiture.
Inspiré par son nouveau professeur de sciences M. Rzykruski sur l'effet de l'électricité sur les grenouilles mortes, Victor déterre Sparky, amène le chien dans un laboratoire de fortune dans son grenier et réanime avec succès son vieil ami avec un éclair. Alors que Victor est à l'école le lendemain, Sparky s'échappe du grenier pour chasser le chat de la fillette étrange, M. Moustache, et explore ensuite le quartier. Il est reconnu par Edgar, qui fait chanter Victor pour qu'il lui apprenne à réanimer les morts. Ensemble, les deux ressuscitent un poisson rouge mort, qui devient invisible en raison d'une erreur dans l'expérience. Edgar se vante du poisson à ses camarades de classe, mais lorsqu'il essaie de le montrer à un Nassor sceptique, celui-ci disparaît, ce qui l'amène à spéculer que les créatures ressuscitées ne durent que peu de temps.
Craignant de perdre la prochaine concours scientifique, Toshiaki et Bob fabriquent une fusée à partir de bouteilles de soda, et Bob se casse le bras lorsqu'ils la testent. M. Rzykruski est blâmé pour l'accident et licencié. Le professeur de gymnastique le remplace, mais, avant M. Rzykruski quitte la ville, il est capable de parler avec Victor et de conseiller au garçon d'utiliser la science à bon escient. Edgar révèle accidentellement à Toshiaki, Nassor et Bob que lui et Victor avaient ramené le poisson invisible des morts, et que Victor avait fait de même avec Sparky, ce qui les inspire à essayer de se réanimer par eux-mêmes.
Les parents de Victor découvrent Sparky dans le grenier et sont effrayés, ce qui fait fuir le chien. Son père commence à lui parler de la gravité de ce qu'il a fait, mais Victor leur dit en larmes qu'il voulait juste récupérer son chien, alors ses parents décident de l'aider à trouver Sparky et à poursuivre la conversation plus tard. Lorsque la famille part, les camarades de classe de Victor envahissent le laboratoire et découvrent les instructions de réanimation. Ils effectuent leurs expériences séparément, mais chacun de leurs animaux morts est transformé en monstre : M. Moustache tient une chauve-souris morte pendant qu'il est électrocuté, ce qui le transforme en un félin vampirique grotesque ; les singes de mer de Bob peuvent respirer hors de l’eau, mais ressemblent à des Gremlins ; le rat mort d'Edgar trouvé dans les ordures se transforme en rat-garou ; le hamster momifié de Nassor, Colossus, revient à la vie ; la tortue de Toshiaki, Shelley, est devenu un Kaijū. Tous les monstres convergent vers la foire de la ville, causant d'énormes dégâts.
Après que Victor ait retrouvé Sparky au cimetière pour animaux de la ville, Bob et Toshiaki le trouvent et lui demandent de l'aide pour arrêter les monstres. Ils vont à la foire, où les singes de mer explosent après avoir mangé du maïs soufflé salé, Colossus est piétiné par Shelley, et le rat-garou et Shelley reviennent tous deux à leurs formes originales et décèdent après avoir été électrocutés. Pendant le chaos, Perséphone, le caniche d'Elsa, est kidnappée par M. Des Moustaches et emmenée au moulin à vent de la ville, avec Elsa et Victor à sa poursuite. Les habitants de la ville blâment Sparky pour la disparition d'Elsa et le poursuivent jusqu'au moulin à vent, que l'oncle d'Elsa enflamme accidentellement avec sa torche. Victor et Sparky entrent dans le moulin à vent en feu et sauvent Elsa et Perséphone, mais Victor est piégé à l'intérieur. Sparky sauve Victor, mais est entraîné à l'intérieur par M. Moustache, qui est mortellement empalé par un morceau de bois enflammé juste avant l'effondrement du moulin à vent, tuant à nouveau Sparky. Pour le récompenser pour sa bravoure, les habitants de la ville se rassemblent et font revivre Sparky avec leurs batteries de voiture. Perséphone court vers Sparky et ils touchent le nez, produisant une étincelle.

## Fiche technique
- Réalisation : Tim Burton

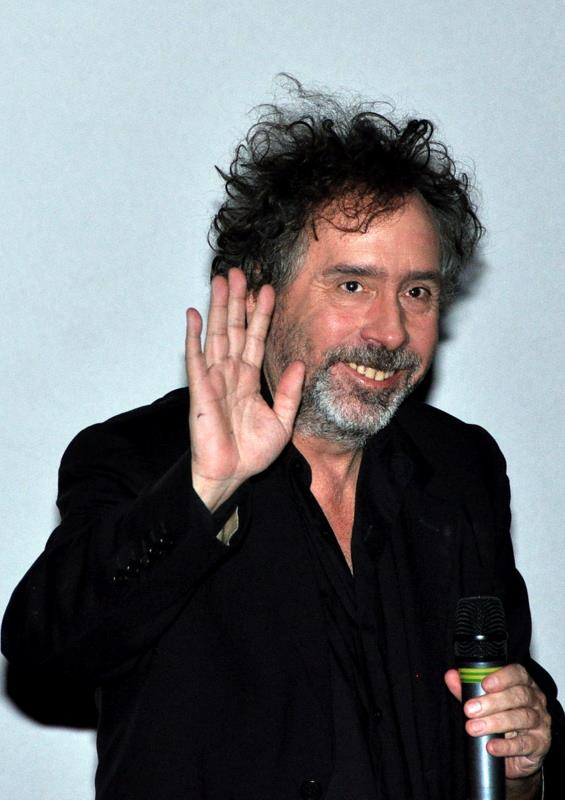
Tim Burton à l'avant-première française de Frankenweenie

- Scénario : John August, sur une histoire originale de Tim Burton et d’après le scénario de Leonard Ripps du film éponyme de 1984
- Musique : Danny Elfman
- Direction des storyboards : Robert Stevenhagan
- Storyboard : Jorgen Klubien, Aaron Haynes, Sharon Smith, Padraig Collins, Philip Valentin, Dean Roberts, Gabriele Zucchelli et Vallentina Ventimiglia
- Direction artistique : Dennis Greco
- Décors : Rick Heinrichs
- Montage : Chris Lebenzon
- Production : Tim Burton et Allison Abbate ; Connie Nartonis Thompson (associée) ; Don Hahn (délégué)
- Société de production : Tim Burton Productions et Walt Disney Pictures
- Durée : 87 minutes
- Dates de sortie :
  - France : 5 octobre 2012
- Classification :
  - États-Unis : PG
  - France : tous publics

## Distribution

### Voix originales

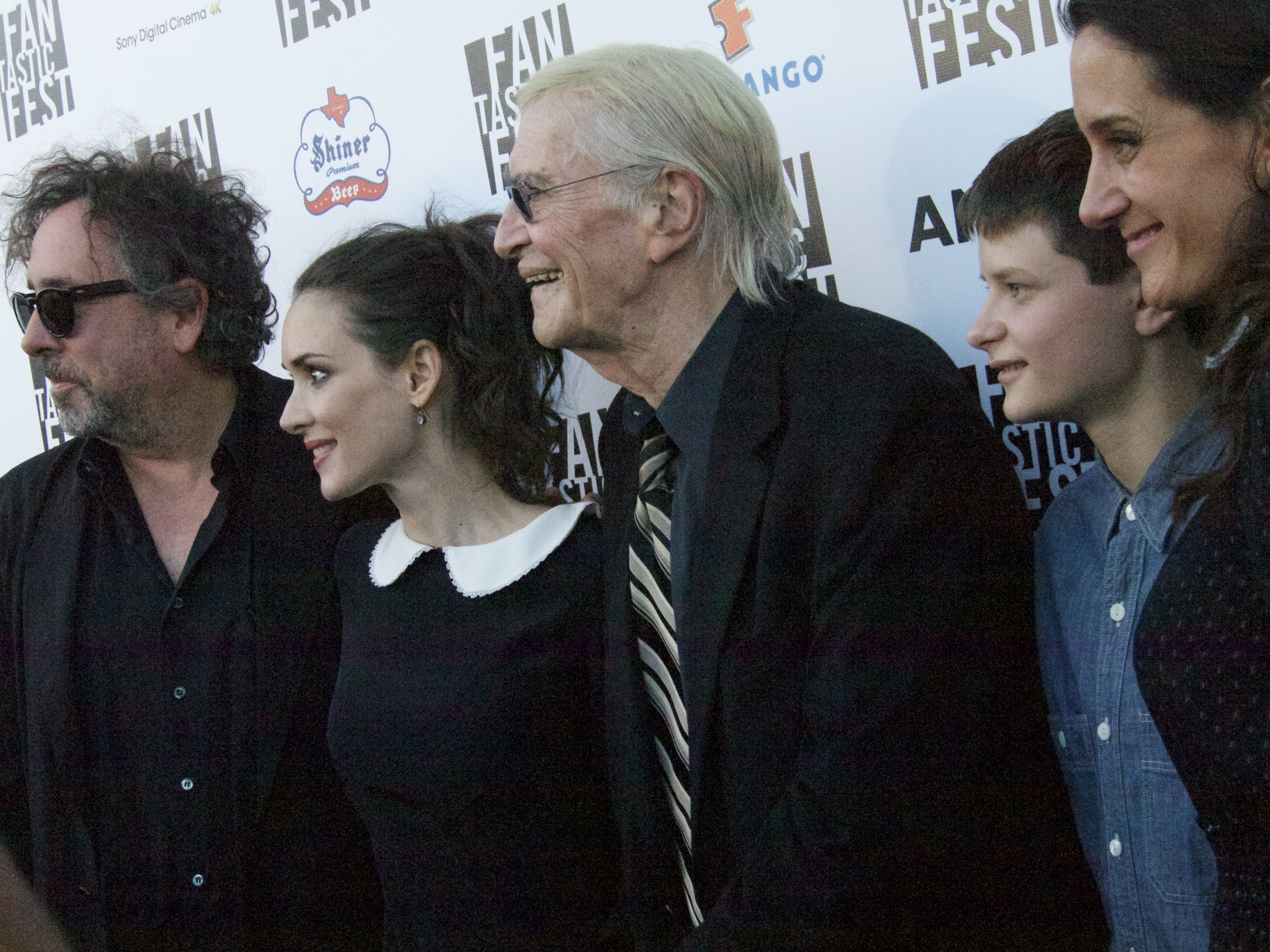
Tim Burton, aux côtés de Winona Ryder, Martin Landau et Charlie Tahan pour la première du film au Fantastic Fest d'Austin, au Texas.

- Charlie Tahan : Victor Frankenstein
- Martin Short : M. Edward Frankenstein / M. Bergermeister / Nassor
- Catherine O'Hara : Mme Susan Frankenstein / la fille étrange / la prof de gym
- Martin Landau : M. Rzykruski
- Winona Ryder : Elsa Van Helsing
- Atticus Shaffer : Edgar « E » Gore
- Robert Capron : Bob
- James Hiroyuki Liao : Toshiaki
- Conchata Ferrell : la mère de Bob
- Tom Kenny : un habitant de la Nouvelle-Hollande

### Voix françaises
- Henri Bungert : Victor Frankenstein
- Pierre Tessier : M. Edward Frankenstein
- François Siener : M. Burgemeister
- Gwenaël Sommier : Nassor
- Rafaèle Moutier : Mme Susan Frankenstein
- Igor De Savitch : M. Rzykruski
- Kelly Marot : Elsa Van Helsing
- Tom Trouffier : Edgar « E » Gore / Bob
- Alexandre Nguyen : Toshiaki
- Karine Foviau : la fillette étrange

Source : Allodoublage

### Voix québécoises
- Nicolas Poulin : Victor / Thoshiaki
- François Sasseville : M. Edward Frankenstein
- Gilbert Lachance : M. Burgemeister
- Mélanie Laberge : Mme Susan Frankenstein
- Claude Préfontaine : M. Rzykruski
- Sarah-Jeanne Labrosse : Elsa Van Helsing
- Xavier Laplante : Edgar « E » Gore
- Johua Daubiol : Bob
- Guillaume Champoux : Nassor
- Claudia-Laurie Corbeil : la fille étrange
- Violette Chauveau : la prof de gym
- Johanne Garneau : la mère de Bob

Source : Doublage.qc.ca

## Bande originale
La bande originale du film a été composée par Danny Elfman et commercialisée sous le titre Frankenweenie: Original Motion Picture Soundtrack en septembre 2012.
L'album Frankenweenie Unleashed!: Music Inspired by the Motion Picture, sorti le même jour, comprend quant à lui des chansons entendues durant le film, ainsi que des titres qui en sont inspirés.

## Accueil

### Accueil critique
Sur l'agrégateur américain Rotten Tomatoes, le film récolte 87 % d'opinions favorables pour 220 critiques. Sur Metacritic, il obtient une note moyenne de 74⁄100 pour 38 critiques.
En France, le site Allociné propose une note moyenne de 3,8⁄5 à partir de l'interprétation de critiques provenant de 28 titres de presse.

## Distinctions

### Récompenses
- New York Film Critics Circle Awards 2012 : Prix du meilleur film d'animation
- Boston Society of Film Critics Awards 2012 : Prix du meilleur film d'animation
- Los Angeles Film Critics Association Awards 2012 : Prix du meilleur film d'animation
- Florida Film Critics Circle Awards 2012 : Prix du meilleur film d'animation
- Kansas City Film Critics Circle Awards 2012 : Prix du meilleur film d'animation
- Nevada Film Critics Society Awards 2012 : Prix du meilleur film d'animation

### Nominations
- Golden Globes 2013 : Golden Globe du meilleur film d'animation
- BAFTA Awards 2013 : BAFTA du meilleur film d'animation
- Oscars 2013 : Oscar du meilleur film d'animation